# Jangipur
Jangipur là một thành phố và khu đô thị của quận Murshidabad thuộc bang Tây Bengal, Ấn Độ.

## Địa lý
Jangipur có vị trí 24°28′B 88°04′Đ / 24,47°B 88,07°Đ Nó có độ cao trung bình là 11 mét (36 feet).

## Nhân khẩu
Theo điều tra dân số năm 2001 của Ấn Độ, Jangipur có dân số 74.464 người. Phái nam chiếm 51% tổng số dân và phái nữ chiếm 49%. Jangipur có tỷ lệ 62% biết đọc biết viết, cao hơn tỷ lệ trung bình toàn quốc là 59,5%: tỷ lệ cho phái nam là 68%, và tỷ lệ cho phái nữ là 56%. Tại Jangipur, 15% dân số nhỏ hơn 6 tuổi.